# Potemkin Károly
Potemkin Károly (Budapest, 1977. június 19. –) magyar labdarúgó.

## Pályafutása
Első NB I-es mérkőzése 1995. március 4. Soproni VSE - BVSC volt, ahol csapata szoros mérkőzésen 2-1-es vereséget szenvedett a soproni klubtól.
Az NB I-ben a BVSC és a Ferencváros csapatával is ezüstérmet szerzett.
2007-ben Feröerre, az EB/Streymur csapatához szerződött, majd játszott a B36 Tórshavn és az NSÍ Runavík játékosaként, közben egy ideig a Jászberény labdarúgója volt. 2009-ben 14 góllal 4. lett a feröeri góllövőlistán. 2010-ben hazatért és az NB III-as Újbuda TC-ben folytatta pályafutását. 2011-ben a Csepel FC-be igazolt.

## Sikerei, díjai
- BVSC:
  - Magyar ezüstérmes: 1996
  - Magyar kupa ezüstérmes: 1996, 1997
- Ferencvárosi TC:
  - Magyar ezüstérmes: 1998
  - Magyar kupa - 32 közé jutott: 1998
- FC Tatabánya:
  - Magyar bajnoki 12. hely: 2001
  - NB II 6. hely: 2002
  - Magyar kupa elődöntős: 2002

## Forrás
- Futballévkönyv 1999, I. kötet, 78-82. o., Aréna 2000 kiadó, Budapest, 2000 ISBN 963-859-678-3